# Прва лига Црне Горе у футсалу
Прва лига Црне Горе у футсалу је највиши степен такмичења футсала у Црној Гори. Управља га Фудбалски савез Црне Горе и игра се под ФИФА и УЕФА правилима. Лига је формирана 2006. године и лига броји 14 тимова.

## Историја
Први званични турнир у футсалу је организован jануара 1988. године као квалификацијa за финале такмичења Југославије. Најуспешнији тимови у то време су били Ратар и Транспорт из Подгорице, који су представили Црну Гору у финалима.
Доба успеха је почела деведесетим годинама. У сезони 1993/94, Премијер из Никшића је победио државну титулу, и то је била прва титула која је победила екипа из Црне Горе. Следеће сезоне, Премијер је био другопласирани. А у 1995/96. сезони, Електропривреда из Никшића је постао шампион а следеће сезоне је био другопласирани. Други већи успех црногорског футсала је био у сезони 2000/01, у државном финалу су играле две екипе из Црне Горе, трофеј је победио из две утакмице Шоп Моцарт из Даниловграда против Никшића (7-2, 8-4).
Са тим резултатом, СД Шоп Моцарт је постао први црногорски тим који је учествовао у Лиги Шампиона у футсалу. У сезони 2002/03, Шоп Моцарт је победио Балестру из Никшића у две утакмице (2-1, 7-3). Муниципиум из Пљеваља су играли у финалу шампионата Југославије у сезони 2004/05, али су изгубили од Марба из Београда (2-1, 3-10).
После референдума за независност Црне Горе који се одржио 2006. године, заједничка држава Србија и Црна Гора се поделила. Прва лига Црне Горе у футсалу је постао први степен такмичења у Црној Гори. Прве две сезоне је доминирао Миниципиум, док је Монтенегростарс из Будве изненађено победио шампионат 2008/09. сезоне. СД Шоп Моцарт је победио у наредној сезони а у 2010/11. сезони је победио Бајо Пивљанин из Плужина.
У наредне две године је победио Јединство из Бијелог Поља, а у сезони 2013/14. је победио Агама из Подгорице. Титоград је победио титулу у сезони 2016/17., а у 2015/16. je победио Милитари Футсал из Даниловграда. У сезони 2017/18, први пут у историји је победио Челик из Никшића. Титоград је у наредним сезонама победио титуле, 2018/19 против Цезара, 2019/20. и 2020/21. против Баја Пивљанина и 2021/22. против Брскова из Мојковца. Титоград има рекордних 6 титула првака Црне Горе.

## Шампиони

### Шампиони по сезонама
Од сезоне 2006/07, девет различитих клубова је победило титулу Прве лиге Црне Горе у футсалу. Титоград је једини тим који је победио 6 титула, док је ЦД Шоп Моцарт победио 3 титуле у доба Југославије.
Други тимови, Муниципиум и Јединство су победили по две титуле и то оба по два пута за редом.
| Сезона  | Шампион         | Другопласирани | Трећепласирани | Финале плеј-офа                     |
| ------- | --------------- | -------------- | -------------- | ----------------------------------- |
| 2006–07 | Муниципиум      | Пирамида       | Озринићи       | Муниципиум - Пирамида 3-1, 2-2      |
| 2007–08 | Муниципиум      | Пирамида       | Никшић         | Муниципиум - Пирамида 6-1, 2-1      |
| 2008–09 | Монтенегростарс | Пирамида       | Никшић         | Само лигашка фаза                   |
| 2009–10 | ЦД Шоп Моцарт   | Пирамида       | Никшић         | ЦД Шоп Моцарт - Пирамида 5-2, 3-5   |
| 2010–11 | Бајо Пивљанин   | Студентски Дом | Никшић         | Само лигашка фаза                   |
| 2011–12 | Јединство       | Бајо Пивљанин  | Студентски Дом | Јединство - Бајо Пивљанин 4-0, 4-4  |
| 2012–13 | Јединство       | Студентски Дом | Бајо Пивљанин  | Јединство - Студентски Дом 4-1, 2-1 |
| 2013–14 | Агама           | Титоград       | Студентски Дом | Агама - Титоград 4-0, 4-4           |
| 2014–15 | Титоград        | Агама          | Никшић         | Титоград - Агама 6-2, 6-1           |
| 2015–16 | Милитари Футсал | Никшић         | Титоград       | Милитари Футсал - Никшић 5-3, 2-2   |
| 2016–17 | Титоград        | Агама          | Бајо Пивљанин  | Титоград - Агама 3-1, 9-8           |
| 2017–18 | Челик           | Брсково        | Јединство      | Челик - Брсково 3-2, 4-4            |
| 2018–19 | Титоград        | Цезар          | Брсково        | Титоград - Цезар 8-3                |
| 2019–20 | Титоград        | Брсково        | Студентски Дом | Титоград - Брсково 8-3              |
| 2020–21 | Титоград        | Бајо Пивљанин  | Студентски Дом | Само лигашка фаза                   |
| 2021–22 | Титоград        | Брсково        | Бајо Пивљанин  | Само лигашка фаза                   |